# احمد بایزید
احمد بایزید (انگلیسی: Ahmed Bayazid؛ زادهٔ ۴ فوریهٔ ۱۹۵۹) بازیکن فوتبال اهل عربستان سعودی بود.
از باشگاه‌هایی که در آن بازی کرده‌است می‌توان به باشگاه فوتبال الاتحاد اشاره کرد.
وی همچنین در تیم ملی فوتبال عربستان سعودی بازی کرده‌است.